# Xue Haifeng
Pour l’article homonyme, voir Xu Haifeng pour le tireur sportif.
Dans ce nom chinois, le nom de famille, Xue, précède le nom personnel.
Xue Haifeng (en chinois : 薛 海峰) est un archer chinois né le 13 janvier 1980 dans la région autonome du Xinjiang.

## Carrière
Après une douzième place individuelle aux Jeux olympiques de 2004 à Athènes, Xue Haifeng remporte la médaille de bronze par équipe aux Jeux olympiques de 2008 se déroulant à Pékin.